# Soldiers' and Sailors' Monument (Indianapolis)
Pour les articles homonymes, voir Soldiers' and Sailors' Monument.
Le Soldiers' and Sailors' Monument est un monument de 86,72 m de haut dans le style néoclassique situé au centre d'Indianapolis, dans le Comté de Marion en Indiana aux États-Unis. L'architecte du monument est l'Allemand Bruno Schmitz.

## Historique
À l'origine, la parcelle de terrain située au centre d'Indianapolis est utilisée comme lieu de rassemblement public, site de la résidence du gouverneur de l'Indiana et parc municipal. La construction du monument a commencé en 1888 et a été finie en 1902.